# Chiesa di San Lorenzo (Sansepolcro)

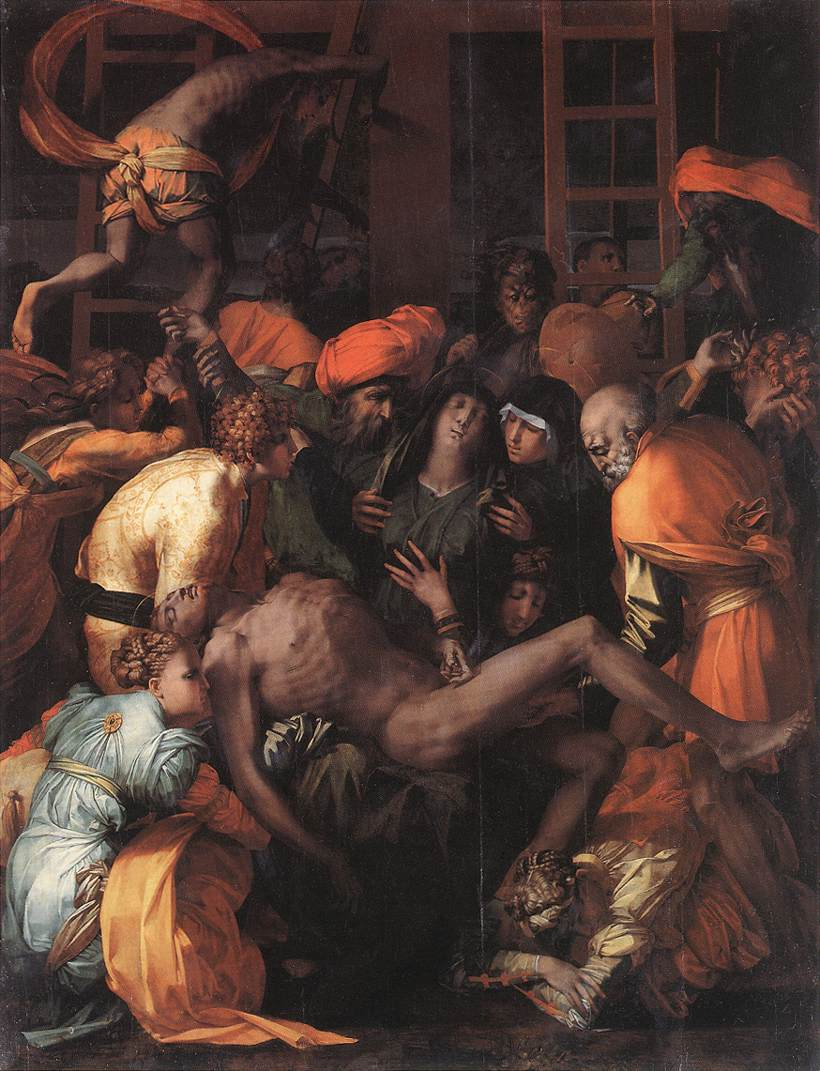
Rosso Fiorentino - Deposizione

La Chiesa di San Lorenzo è un edificio sacro che si trova in via Santa Croce 2 a Sansepolcro.

## Storia e descrizione
La chiesa di San Lorenzo sorge sul luogo in cui sorgeva una precedente chiesa, costruita nel Trecento dalla Confraternita di Santa Croce della quale resta oggi solo un frammentario portale lapideo archiacuto riutilizzato sul muro del vicino Monastero di Santa Chiara, che contiene un rilievo ormai molto consunto in cui si distingue solo la presenza di due figure con cappuccio inginocchiate forse verso una Croce ormai scomparsa. La chiesa fu ristrutturata una prima volta, dalla Confraternita della Santa Croce, negli anni venti del Cinquecento: due legnaioli biturgensi uniti in società, Romano Alberti detto il Nero, e Schiatto Angelo Schiatti furono incaricati di realizzare il coro ligneo ed un tabernacolo (o edicola) architettonica completa di ornamenti per l’altare maggiore, realizzazioni entrambe andate perdute. Nel 1525 in particolare la confraternita ebbe l'autorizzazione a costruire una nuova cappella per trasferirvi il Crocifisso ligneo e lasciare posto, all'altare maggiore, ad una nuova tavola dipinta, che sarà il Compianto sul corpo di Cristo di Rosso Fiorentino.
La chiesa attuale fu realizzata a seguito dell'adattamento a monastero dell'antico Ospedale di Santa Croce della confraternita omonima, al fine di ospitare le monache benedettine di San Lorenzo rimaste senza sede dopo l'abbattimento dei borghi esterni, dove avevano il loro monastero, per la realizzazione della nuova cinta muraria (1554) per ordine di Cosimo I. Il terreno e gli edifici furono donati dalla Confraternita della Santa Croce che già nel XIV secolo aveva una propria chiesa omonima,  A partire dallo stesso 1554 cominciarono i lavori per adattare la chiesa alle nuove esigenze delle monache, realizzando anche un coro nell'abside. I lavori dovettero però protarsi per lungo tempo e concludersi verso l'inizio degli anni ottanta del Cinquecento. 
Un'altra ristrutturazione fu intrapresa tra 1795 e 1796, probabilmente a seguito del terremoto del 1789, per la quale venne pagato Pietro Novelli e, per le vetrate Andrea Tricca. Dopo la soppressione napoleonica il monastero fu trasformato nell'Orfanotrofio femminile Schianteschi; successivamente anche l'Asilo Infantile Nomi-Collacchioni è stato ospitato nell'edificio. Nelle due strutture, dal 1919 al 1984, hanno prestato servizio le Suore della Carità, dette di Maria Bambina.
Oggi vi ha sede un ufficio di volontariato per gli immigrati e un ospizio per anziani gestito dalla Diocesi, nel quale operano le Suore Francescane Figlie della Misericordia. 
La facciata consiste praticamente nell'elegante portico cinquecentesco che corre in parte anche sul fianco sinistro.
L'interno, coperto da volta a botte, si presenta nella veste decorativa conferitole nella ristrutturazione del 1795 - 96. L'altare maggiore in stucco fu realizzato nel 1796 da Arcangelo Innocenzi e Giovanni Cherubini e custodisce un capolavoro della pittura manierista, la Deposizione di Rosso Fiorentino, dipinta nel periodo in cui il pittore era in città, tra 1527 e 1530. Il dipinto era stato commissionato a Raffaellino del Colle, che cedette volentieri la commissione al Rosso, purché rimanesse in città un'opera di un così grande maestro. Di Raffaellino è la lunetta soprastante con Dio Padre benedicente (1527). Ai lati dell'altare sono due ovali in affresco con Tobiolo e l’Angelo e Santa Scolastica, dipinti nello stesso momento ma di autore ancora non identificato.
Il primo altare a destra, ligneo e del Seicento, ospita il Martirio di San Lorenzo, tela di Giovan Battista Mercati, mentre alla parete sinistra è la tavola con la Crocifissione, opera tardo-settecentesca di Vincenzo Chialli.
A metà della navata sono due altari gemelli, ora vuoti. In quello di destra era una Annunciazione di Raffaello Schiaminossi, del 1601 circa, ora nei depositi della Curia vescovile.